# Cropani Marina
Cropani Marina is een plaats (frazione) in de Italiaanse gemeente Cropani.